# Горње Виново
Горње Виново је насељено мјесто у Далмацији. Припада општини Унешић у Шибенско-книнској жупанији, Република Хрватска.

## Географија
Горње Виново се налази око 13 км источно од Унешића.

## Историја
До територијалне реорганизације у Хрватској насеље се налазило у саставу бивше велике општине Дрниш.

## Становништво
Према попису становништва из 2011. године, насеље Горње Виново је имало 33 становника.
| Демографија | Демографија | Демографија |
| Година      | Становника  | Становника  |
| ----------- | ----------- | ----------- |
| 1961.       | 389         |             |
| 1971.       | 378         |             |
| 1981.       | 156         |             |
| 1991.       | 131         |             |
| 2001.       | 46          |             |
| 2011.       |             | 33          |